# Michel Danican Philidor (1610-1679)
Pour les articles homonymes, voir Michel Danican Philidor (homonymie).
Michel Danican Philidor est un musicien né vers 1610 et mort vers 1679. 

## Biographie
Fils de Michel Danican Philidor, Michel Danican Philidor (II) est nommé « Quinte de cromorne et trompette marine de la Grande Écurie » du Roi le 31 juillet 1651. Sa charge de la Grande Écurie passe ensuite à son neveu André le 12 octobre 1659.
D'après un manuscrit de Michel de La Barre, le hautbois est rénové au milieu du XVIIe siècle par les Philidor et les Hotteterre. Certains musicologues considèrent que ce sont en effet Michel Philidor II et Jacques Martin Hotteterre qui mettent au point et améliorent l'instrument, en lui donnant la forme que connaîtront Purcell, Johann Sebastian Bach, Haendel et Rameau. Les Michel Danican Philidor père et fils auraient joué pour la première fois ces hautbois lors de la représentation du ballet de L'Amour malade de Lully le 17 janvier 1657 au Louvre, avec succès : ayant la « douceur de la flûte à bec » avec « plus de force et de variété », le nouvel instrument pouvait au mieux traduire en musique une gamme complète de sentiments.